# لوک مسر
لوک مسر (به انگلیسی: Luke Messer) نمایندهٔ حوزه انتخابیه ششم ایندیانا از حزب جمهوری‌خواه ایالات متحده آمریکا در مجلس نمایندگان ایالات متحده آمریکا است که برای نخستین‌بار در ۶ ژانویه ۲۰۱۳ میلادی به‌عضویت این مجلس درآمد.